# 英國自由意志主義
英國自由意志主義是英國的一股政治運動，支持自然主義和自由意志主義思想。雖然不像美國自由意志主義那麼強烈，但在1980年代之後柴契爾夫人在她的經濟政策中導入了經濟自由主義思想，使得自由意志主義思想在英國政治中更加顯著，除了最近成立的自由意志黨之外，保守黨中也有支持自由意志主義的流派。